# テゴマス 1st LIVE TOUR 2009〜テゴマスのうた〜
『テゴマス 1st LIVE TOUR 2009〜テゴマスのうた〜』は日本の男性アイドルグループ、テゴマスの1枚目のDVD。

## 概要
アルバム「テゴマスのうた」を携えて行われた、テゴマスこと手越祐也＆増田貴久による、ファースト・ライブDVD。
2009年8月5日・代々木競技場でのライブ本編やアンコールのほか、テゴマスの撮り下ろしインタビューを含む各地のツアー・ドキュメンタリーも収録されている。
- 初回・通常共に2枚組で内容は同じである。

### 初回生産限定
- スペシャルパッケージ（三方背ケース入）
- 36Pブックレット

### 通常仕様
- 3面6Pジャケット

## 収録内容

### DISC1
1. ミソスープ
2. マルイチカラ
3. 僕らのうた
4. (MC)
5. 七夕祭り
6. はなむけ
7. 雨のち晴れ
8. POWER OF EARTH
9. くしゃみ
10. サヨナラ僕の街
11. (MC)
12. 砂時計
13. もしも僕がポチだったら…
14. たったひとつだけ
15. 僕のシンデレラ
16. (MC)
17. チキンボーヤ
18. (MC)
19. ら・ら・桜
20. What's going on?
21. Chocolate
22. HIGHWAY
23. ファンタスティポ (トラジ・ハイジの曲)
24. (MC)
25. アイアイ傘
26. 僕らしく
27. 終わらないで
28. キミ+ボク=LOVE?

### DISC2
〈ENCORE〉
1. 片想いの小さな恋
2. キッス〜帰り道のラブソング〜
3. ずっと

- 〜テゴマスのうら〜 Interview & Tour Documentary